# نهائي كوبا ليبرتادوريس 1993
نهائي كأس ليبرتادوريس 1993 هو النهائي الرابع والثلاثون من بطولة كأس ليبرتادوريس لتحديد بطل كوبا ليبرتادوريس 1993. وكان النهائي بين ساو باولو البرازيلي ونادي يونيفرسيداد كاتوليكا التشيلي.
كان نهائي 1993 هو الظهور الثالث لساو باولو في النهائي، والثاني له على التوالي. في حين كان يونيفرسيداد كاتوليكا يلعب أول نهائي له. فاز ساو باولو باللقب بعد فوزه 5-3 في مجموع المباراتين.